# De Community Top 100
De Community Top 100 (tot 2020 De Kleurrijke Top 100) is een top 100 met invloedrijke, inspirerende, getalenteerde mensen die sinds 2010 jaarlijks wordt samengesteld door een onafhankelijke redactie. Het doel van de lijst is invloed uitoefenen op redacties, beleidsmakers, organisaties, raden van bestuur, adviesraden, denktanks, etc. om daarmee racisme en andere vormen van uitsluiting en discriminatie tegen te gaan en te werken aan gelijkwaardigheid in alle lagen van de samenleving. De lijst is ingedeeld in verschillende categorieën, met elk een korte lijst namen, zoals sport, media, activisme, onderwijs, mode, onderwijs, zorg en techniek. De eerste plaats in de categorie 'gamechangers' is meteen de eerste plaats in de top 100.

## Geschiedenis
In 2009 las Raja Felgata een column voor bij de presentatie van de Opzij Top 100. Het viel haar op dat zowel de top 100 als het publiek in de zaal voornamelijk bestond uit witte vrouwen. Naar aanleiding van deze ervaring besloot ze een alternatieve top 100 te lanceren, samen met haar echtgenoot Khalid Ouaziz.
In 2010 werd De Kleurrijke Top 100 voor het eerst gepresenteerd, een jaarlijkse lijst van mensen die met hun verbindende werk, hun persoonlijkheid en hun visie een bijdragen leveren aan een inclusievere samenleving en een antwoord op de toegenomen intolerantie en onverdraagzaamheid in Nederland, De initiatiefnemers wilden met deze top 100 een alternatief bieden aan de  Opzij Top 100 en andere lijsten zoals de Volkskrant Top 200 van invloedrijkste Nederlanders en de Quote 500.
In 2020 werd de naam van de top 100 veranderd in De Community Top 100.

## Personen in de top 100
In 2016 kwam Peter R. de Vries op de eerste plaats in de top 100, omdat hij zich inzet om racisme en discriminatie tegen te gaan.
In 2017 stond politica Sylvana Simons op de eerste plaats, omdat zij in het publieke debat zaken bespreekt als racisme, sociale ongelijkheid en beeldvorming en omdat zij met haar politieke partij staat voor diversiteit en solidariteit.
De lijst voor 2018 werd in de categorie media aangevoerd door Nadia Moussaid omdat ze opkomt voor diversiteit, feminisme en gelijkwaardigheid.
De gedeelde eerste plaats in 2020 was voor House of Vineyard en professioneel danser Redouan Ait Chitt (Redo).